# تیغ پینه

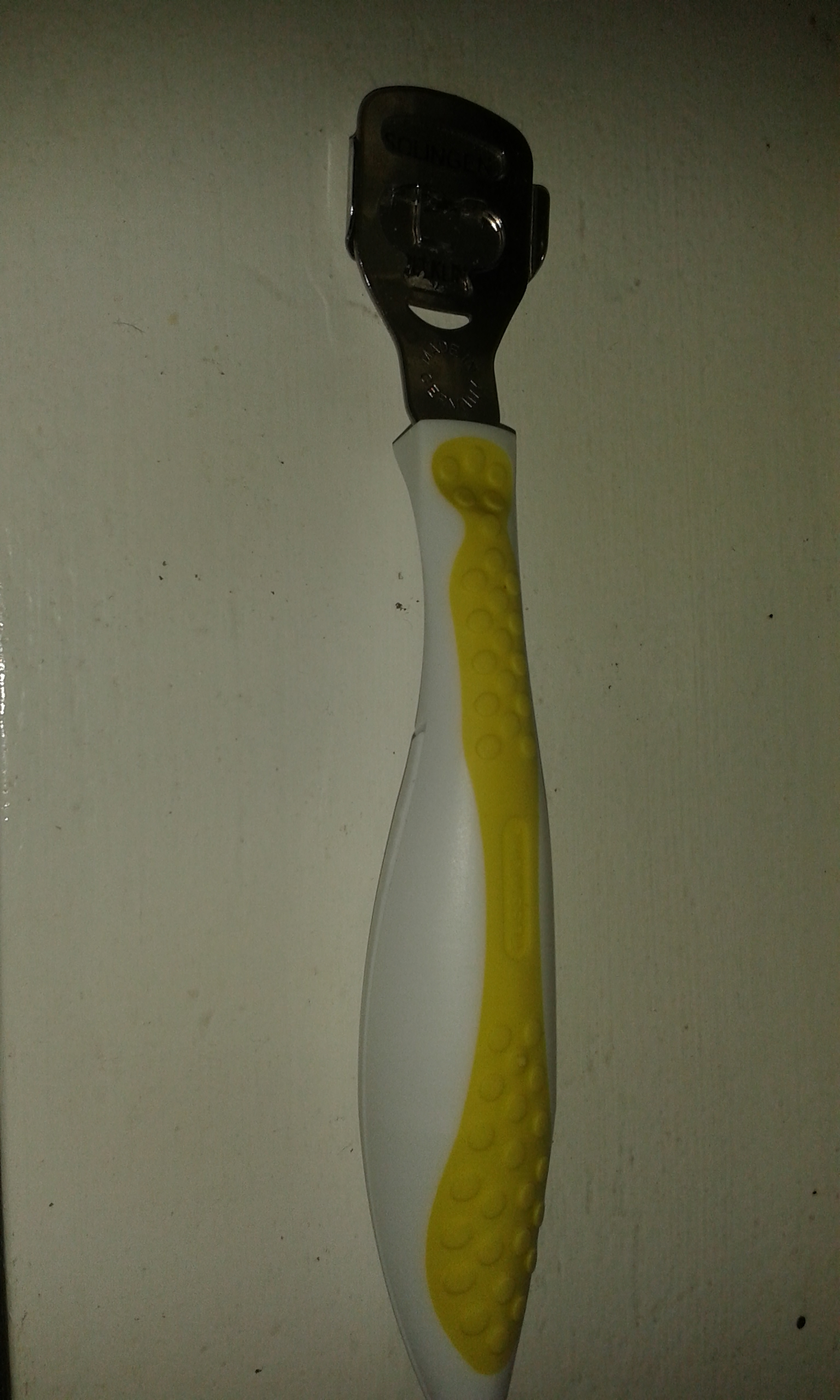
تیغ پینه

تیغ پینه (که به آن چاقوی کردو نیز گفته می شود)  ابزاری است که جهت تراشیدن و برداشتن پینه (عموما در کف پا ) به کار برده میشود. از نظر فنی و پزشکی تیغ پینه ابزاری است که  جهت برداشتن و یا تراشیدن لایه سطحی ضایعات هایپرکراتوتیک پوستی استفاده میشود.  
تیغ پینه شامل یک دسته (معمولاً قوسی شکل) و یک تیغه ساخته شده از سرامیک یا فلز است. از آنجا که تیغه (لبه برنده) تیغ پینه بسیار تیز است ، استفاده نادرست از این ابزار میتواند به آسیب و جراحت بدن منجر شود.   در صورت برش پوست توسط تیغ پینه، سلولیت (عفونت پوست) ممکن است ایجاد شود ،همچنین خطر انتقال بیماریهای واگیر دار در صورت استفاده  مشترک چند نفر از این وسیله (در صورتی که استریلیزاسیون درست صورت نگرفته باشد) وجود دارد. آسیب بدن در اثر استفاده نادرست از تیغ پینه میتواند منجر به قطع عضو یا مرگ گردد. 
استفاده از تیغ پینه جهت برداشتن پینه باید بطور درازمدت صورت گیرد . از آنجا که پینه معمولاً دارای چندین لایه پوستی عمقی است ، درمان با تیغ پینه باید چندین بار در ناحیه ضایعه (معمولاً پا) تکرار شود. همچنین باید بین هر بار استفاده از تیغ پینه چند روز فاصله وجود داشته باشد ، در غیر این صورت ممکن است تحریکات پوستی و یا حتی یک پینه ضخیم تر ایجاد شود.  
تیغ پینه را نباید با سوهان مخصوص پا اشتباه گرفت ، بطور معمول از سوهان پا ر بعد از کار با تیغ پینه استفاده می شود.
تیغ پینه از جمله ابزارهایی است  که نیکلاس-لوران لا فارست فرانسوی در کتاب "L'art de soigner les pieds" خود در سال 1782 ذکر کرده است. 

استفاده از تیغ پینه؛پای خشک چندین شب از کرم کف پا استفاده شده

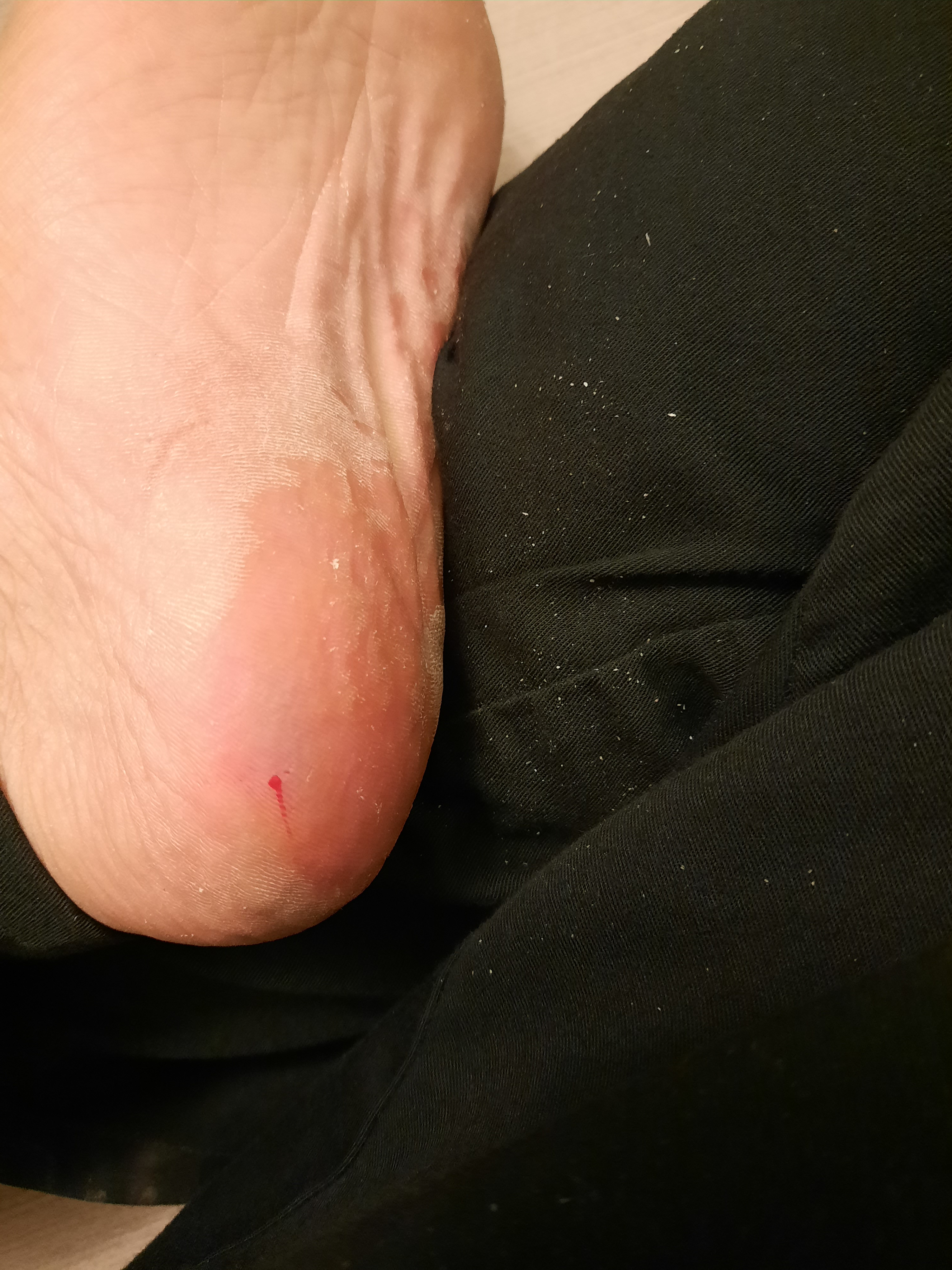
زخم دردناک پاشنه پای چپ بدنبال استفاده از تیغ پینه

## لینک های خارجی
1. ↑  "T-Online.de". T-Online. Retrieved 31 January 2017.
2. ↑  «نسخه آرشیو شده». بایگانی‌شده از اصلی در ۱۹ ژانویه ۲۰۲۱. دریافت‌شده در ۲۰ ژانویه ۲۰۲۱.
3. ↑  "Revue du podulogue" (PDF). Revue du podulogue. Archived from the original (PDF) on 31 January 2017. Retrieved 31 January 2017.